# Nuoto ai XVI Giochi del Mediterraneo - 50 metri rana maschili

## Record
Prima di questa competizione, il record del mondo (WR) e il record dei Giochi del Mediterraneo (GR) erano i seguenti:
|    | 26"89 | Felipe França Silva Brasile | 9 maggio 2009 Rio de Janeiro, Brasile |
| GR | 27"97 | Emil Tahirovič Slovenia     | 28 giugno 2005 Almería, Spagna        |

Durante l'evento sono stati migliorati i seguenti record:
| Data      | Evento      | Atleta            | Nazione  | Tempo | Record |
| --------- | ----------- | ----------------- | -------- | ----- | ------ |
| 1º luglio | 1ª batteria | Emil Tahirovič    | Slovenia | 27"42 | GR     |
| 1º luglio | 1ª batteria | Caba Siladj       | Serbia   | 27"42 | GR     |
| 1º luglio | 3ª batteria | Alessandro Terrin | Italia   | 27"25 | GR     |
| 1º luglio | Finale      | Alessandro Terrin | Italia   | 27"22 | GR     |

## Batterie
Mercoledì 1º luglio, alle ore 10:25 CEST, si sono svolte 3 batterie di qualificazione.
| #  | Batteria | Corsia | Atleta               | Nazionalità | Tempo | Note |
| -- | -------- | ------ | -------------------- | ----------- | ----- | ---- |
| 1  | 3        | 4      | Alessandro Terrin    | Italia      | 27"25 | GR   |
| 2  | 1        | 4      | Emil Tahirovič       | Slovenia    | 27"42 | GR   |
| 2  | 1        | 5      | Caba Siladj          | Serbia      | 27"42 | GR   |
| 4  | 3        | 5      | Luca Residori        | Italia      | 27"75 | Q    |
| 5  | 2        | 4      | Matjaž Markič        | Slovenia    | 27"96 | Q    |
| 6  | 2        | 5      | Tony De Pellegrini   | Francia     | 28"12 | Q    |
| 7  | 1        | 3      | Melquiades Álvarez   | Spagna      | 28"21 | Q    |
| 7  | 2        | 3      | Vanja Rogulj         | Croazia     | 28"21 | Q    |
| 9  | 1        | 6      | Tryfonas Trivizas    | Grecia      | 28"49 |      |
| 10 | 3        | 6      | Georgios Syrianos    | Grecia      | 28"53 |      |
| 11 | 2        | 2      | Sofiane Daid         | Algeria     | 28"67 |      |
| 12 | 3        | 3      | David Munoz Gonzalez | Spagna      | 28"69 |      |
| 13 | 2        | 6      | Omer Aslanoglu       | Turchia     | 28"99 |      |
| 14 | 3        | 7      | Georgios Lagos       | Cipro       | 29"47 |      |
| 15 | 3        | 2      | Ivan Bilic           | Croazia     | 29"73 |      |
| 16 | 1        | 2      | Muzaffer Demirtas    | Turchia     | 30"57 |      |
| 17 | 2        | 7      | Mahmoud Daaboul      | Libano      | 35"32 |      |
| 18 | 1        | 7      | Florenc Llanaj       | Albania     | 35"95 |      |

## Finale
La finale, che si svolge mercoledì 1º luglio alle ore 18:22, viene vinta dall'italiano Alessandro Terrin che stabilisce il nuovo record dei Giochi con il tempo di 27"22.
| Posizione | Corsia | Atleta             | Paese    | Tempo | Note |
| --------- | ------ | ------------------ | -------- | ----- | ---- |
|           | 4      | Alessandro Terrin  | Italia   | 27"22 | GR   |
|           | 5      | Emil Tahirovič     | Slovenia | 27"27 |      |
|           | 3      | Caba Siladj        | Serbia   | 27"34 |      |
| 4         | 2      | Matjaž Markič      | Slovenia | 27"39 |      |
| 5         | 6      | Luca Residori      | Italia   | 27"77 |      |
| 6         | 7      | Tony De Pellegrini | Francia  | 28"11 |      |
| 7         | 8      | Vanja Rogulj       | Croazia  | 28"29 |      |
| 8         | 1      | Melquiades Álvarez | Spagna   | 28"45 |      |